# Dynamo (склад данни)
Dynamo е съвкупност от техники, насочени към поддържане на склад данни, предназначена да е винаги на разположение на потребителите. Системата има свойствата едновременно на разпределена база данни и на разпределени хеш таблици (DHT). Да не се бърка с Amazon DynamoDB на компанията Amazon.com, която има същото име, но е с различна основна имплементация.